# Beach volley ai Giochi della XXXI Olimpiade - Torneo femminile
Il torneo femminile di beach volley dei Giochi della XXXI Olimpiade si è tenuto a Rio de Janeiro nel 2016, presso la spiaggia di Copacabana dal 6 al 17 agosto impegnando 24 coppie di atlete in rappresentanza di 17 nazioni.

## Qualificati

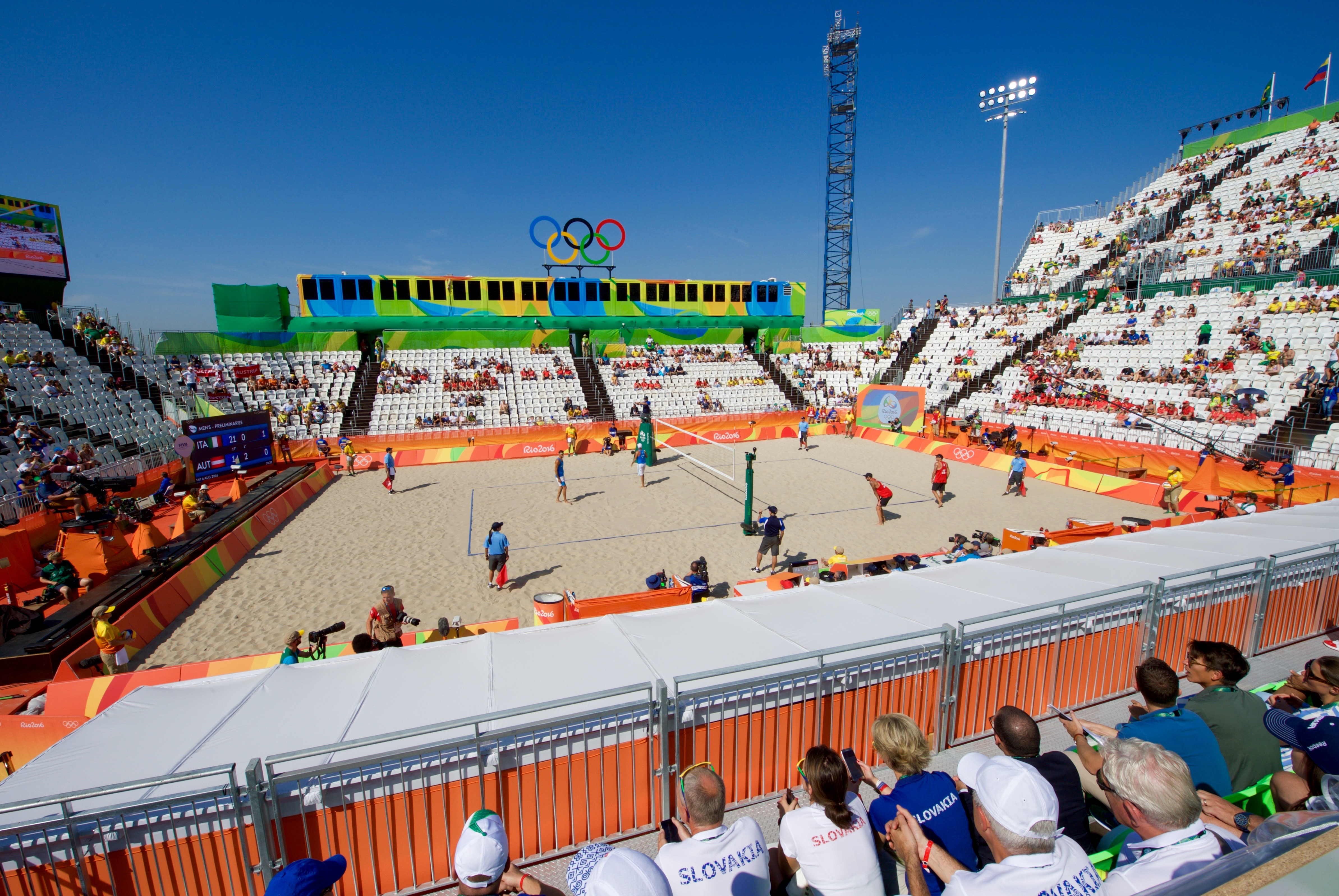
Lo stadio di beach volley allestito sulla spiaggia di Copacabana

Le prime 17 coppie sono state annunciate tra il 13 giugno 2016 ad Amburgo, Germania, come risultato del ranking al termine del Campionato mondiale FIVB 2016 svoltosi tra il 30 gennaio ed il 12 giugno. Tra esse figuravano anche la rappresentanza del paese ospitante oltre che la coppia vincitrice della Coppa mondiale FIVB 2015 (Paesi Bassi, 26 giugno-5 luglio 2015). Ogni nazione può essere rappresentata solo da due coppie, sono state quindi ammesse le prime 17 squadre la cui nazionale non fosse già doppiamente rappresentata.
Le restanti coppie sono state scelte attraverso ulteriori tornei delle confederazioni continentali:
- AVC: Cairns, Australia, 23-26 giugno 2016;
- CAVB: Abuja, Nigeria, 14-17 aprile 2016;
- CEV: Stavanger, Norvegia, 22-25 giugno 2016;
- CSV: Rosario, Argentina 23-26 giugno 2016;
- NORCECA: Guaymas Messico, 23-27 giugno 2016.

Le ultime due coppie, invece, da un torneo tra le seconde e terze classificate (a cui si è aggiunto anche il paese ospitante) delle confederazioni continentali svoltosi a Soči, Russia, tra il 6 ed il 9 luglio 2016. In questi casi a vincere è stata la nazionale, la quale ha poi deciso quale coppia schierare ai giochi olimpici.
Secondo questo sistema di qualificazione, sono state ammesse a partecipare le seguenti coppie:
| Rk | Coppie                                    | Nazione     | Qualificazione                                                                 |
| -- | ----------------------------------------- | ----------- | ------------------------------------------------------------------------------ |
| 1  | Larissa França – Talita Antunes           | Brasile     | Paese ospitante                                                                |
| 2  | Ágatha Bednarczuk – Bárbara Seixas        | Brasile     | 1ª alla Coppa mondiale FIVB 2015                                               |
| 3  | April Ross – Kerri Walsh                  | Stati Uniti | 15 ranking più alti al campionato mondiale FIVB 2016                           |
| 4  | Laura Ludwig – Kira Walkenhorst           | Germania    | 15 ranking più alti al campionato mondiale FIVB 2016                           |
| 5  | Heather Bansley – Sarah Pavan             | Canada      | 15 ranking più alti al campionato mondiale FIVB 2016                           |
| 6  | Madelein Meppelink – Marleen van Iersel   | Paesi Bassi | 15 ranking più alti al campionato mondiale FIVB 2016                           |
| 7  | Louise Bawden – Taliqua Clancy            | Australia   | 15 ranking più alti al campionato mondiale FIVB 2016                           |
| 8  | Marta Menegatti – Laura Giombini          | Italia      | 15 ranking più alti al campionato mondiale FIVB 2016                           |
| 9  | Karla Borger – Britta Büthe               | Germania    | 15 ranking più alti al campionato mondiale FIVB 2016                           |
| 10 | Elsa Baquerizo – Liliana Fernández        | Spagna      | 15 ranking più alti al campionato mondiale FIVB 2016                           |
| 11 | Monika Brzostek – Kinga Kołosińska        | Polonia     | 15 ranking più alti al campionato mondiale FIVB 2016                           |
| 14 | Isabelle Forrer – Anouk Vergé-Dépré       | Svizzera    | 15 ranking più alti al campionato mondiale FIVB 2016                           |
| 15 | Jamie Broder – Kristina Valjas            | Canada      | 15 ranking più alti al campionato mondiale FIVB 2016                           |
| 16 | Joana Heidrich – Nadine Zumkehr           | Svizzera    | 15 ranking più alti al campionato mondiale FIVB 2016                           |
| 17 | Lauren Fendrick – Brooke Sweat            | Stati Uniti | 15 ranking più alti al campionato mondiale FIVB 2016                           |
| 19 | Ana Gallay – Georgina Klug                | Argentina   | 15 ranking più alti al campionato mondiale FIVB 2016                           |
| 20 | Wang Fan – Yue Yuan                       | Cina        | 15 ranking più alti al campionato mondiale FIVB 2016                           |
| -  | Doaa Elghobashy – Nada Meawad             | Egitto      | 1ª classificata della confederazione africana alla Coppa Continentale          |
| 47 | Mariafe Artacho del Solar – Nicole Laird  | Australia   | 1ª classificata della confederazione asiatico-oceanica alla Coppa Continentale |
| 31 | Sophie van Gestel – Jantine van der Vlist | Paesi Bassi | 1ª classificata della confederazione europea alla Coppa Continentale           |
| 85 | Nathalia Alfaro – Karen Cope Charles      | Costa Rica  | 1ª classificata della confederazione nordamericana alla Coppa Continentale     |
| 38 | Norisbeth Agudo – Olaya Pérez Pazo        | Venezuela   | 1ª classificata della confederazione sudamericana alla Coppa Continentale      |
| 30 | Barbora Hermannová – Markéta Sluková      | Rep. Ceca   | 1ª classificata alla Coppa Mondiale per la qualificazione olimpica             |
| 23 | Ekaterina Birlova – Evgenija Ukolova      | Russia      | 2ª classificata alla Coppa Mondiale per la qualificazione olimpica             |

## Formato della gara
Le ventiquattro coppie selezionate sono state suddivise in sei gironi da quattro squadre ciascuno rispettando la classifica del ranking mondiale.
Le prime due coppie classificate di ciascun girone sono automaticamente qualificate per la seconda fase. Avanzano altresì al turno successivo le due migliori terze classificate e le due squadre vincenti del torneo di spareggio denominato lucky loser tra le rimanenti quattro coppie piazzatesi al terzo posto nei gironi.
Questa seconda fase prevede la formula del tabellone ad eliminazione diretta partendo dagli ottavi di finale. L'accoppiamento avviene tramite sorteggio, ma in questo turno è previsto che le prime classificate di ciascun girone non si incontrino tra loro e l'unica altra prescrizione è che non possano affrontarsi le squadre che avevano già giocato tra loro durante i gironi; le otto coppie vincenti di questo turno si qualificano per i quarti di finale.
Le quattro squadre vincenti nei quarti di finale sono ammesse alle semifinali. Le due coppie vincitrici delle semifinali si affrontano per la medaglia d'oro, mentre le due sconfitte si battono per il bronzo.

## Fase a gironi

### Girone A
| Rio de Janeiro 7 agosto 2016, ore 10:00 UTC-3 | Larissa - Talita        | 2 – 0 (21-14; 21–16) referto | Birlova - Ukolova | Copacabana Stadium (4,400 spett.)\| Arbitri: \| José Padron Daniel Apol \| |
| Arbitri:                                      | José Padron Daniel Apol |                              |                   |                                                                            |

| Rio de Janeiro 7 agosto 2016, ore 10:00 UTC-3 | Brzostek - Kołosińska               | 2 – 1 (14–21; 21–13; 15–7) referto | Fendrick - Sweat | Copacabana Stadium (4,400 spett.)\| Arbitri: \| Carlos Rodríguez Davide Crescentini \| |
| Arbitri:                                      | Carlos Rodríguez Davide Crescentini |                                    |                  |                                                                                        |

| Rio de Janeiro 9 agosto 2016, ore 13:00 UTC-3 | Brzostek - Kołosińska          | 2 – 0 (21–19; 21–18) referto | Birlova - Ukolova | Copacabana Stadium (8,599 spett.)\| Arbitri: \| Davide Crescentini José Padron \| |
| Arbitri:                                      | Davide Crescentini José Padron |                              |                   |                                                                                   |

| Rio de Janeiro 9 agosto 2016, ore 16:30 UTC-3 | Larissa - Talita                           | 2 – 0 (21–16; 21–13) referto | Fendrick - Sweat | Copacabana Stadium (8,502 spett.)\| Arbitri: \| Charalampos Papadogoulas Lucie Guillemette \| |
| Arbitri:                                      | Charalampos Papadogoulas Lucie Guillemette |                              |                  |                                                                                               |

| Rio de Janeiro 11 agosto 2016, ore 10:00 UTC-3 | Larissa - Talita               | 2 – 0 (21–10; 21–15) referto | Brzostek - Kołosińska | Copacabana Stadium\| Arbitri: \| Mariko Satomi Carlos Rodríguez \| |
| Arbitri:                                       | Mariko Satomi Carlos Rodríguez |                              |                       |                                                                    |

| Rio de Janeiro 11 agosto 2016, ore 15:30 UTC-3 | Fendrick - Sweat             | 1 – 2 (18–21; 26–24; 13–15) referto | Birlova - Ukolova | Copacabana Stadium (5,009 spett.)\| Arbitri: \| Wang Lijun Lucie Guillemette \| |
| Arbitri:                                       | Wang Lijun Lucie Guillemette |                                     |                   |                                                                                 |

| Pos. | Coppie                               | Pt | G | V | P | Sv | Sp | Sr    | Pv  | Pp  | Pr    |
| ---- | ------------------------------------ | -- | - | - | - | -- | -- | ----- | --- | --- | ----- |
| 1    | Larissa França – Talita Antunes      | 6  | 3 | 3 | 0 | 6  | 0  | -     | 126 | 84  | 1.500 |
| 2    | Monika Brzostek – Kinga Kołosińska   | 5  | 3 | 2 | 1 | 4  | 3  | 1.333 | 117 | 119 | 0.983 |
| 3    | Ekaterina Birlova – Evgenija Ukolova | 4  | 3 | 1 | 2 | 2  | 5  | 0.400 | 126 | 141 | 0.894 |
| 4    | Lauren Fendrick – Brooke Sweat       | 3  | 3 | 0 | 3 | 2  | 6  | 0.333 | 127 | 152 | 0.836 |

### Girone B
| Rio de Janeiro 6 agosto 2016, ore 13:00 UTC-3 | Elsa - Liliana                           | 2 – 0 (21–11; 21–19) referto | Gallay - Klug | Copacabana Stadium (8,200 spett.)\| Arbitri: \| Charalampos Papadogoulas Jonas Personeni \| |
| Arbitri:                                      | Charalampos Papadogoulas Jonas Personeni |                              |               |                                                                                             |

| Rio de Janeiro 6 agosto 2016, ore 15:30 UTC-3 | Ágatha - Bárbara            | 2 – 1 (19–21; 21–17; 15–11) referto | Hermannová - Sluková | Copacabana Stadium\| Arbitri: \| Daniel Apol Jonas Personeni \| |
| Arbitri:                                      | Daniel Apol Jonas Personeni |                                     |                      |                                                                 |

| Rio de Janeiro 8 agosto 2016, ore 11:00 UTC-3 | Ágatha - Bárbara                    | 2 – 0 (21–11; 21–17) referto | Gallay - Klug | Copacabana Stadium (7,876 spett.)\| Arbitri: \| Wang Lijun Charalampos Papadogoulas \| |
| Arbitri:                                      | Wang Lijun Charalampos Papadogoulas |                              |               |                                                                                        |

| Rio de Janeiro 8 agosto 2016, ore 22:00 UTC-3 | Elsa - Liliana               | 2 – 0 (21–15; 21–19) referto | Hermannová - Sluková | Copacabana Stadium\| Arbitri: \| Wang Lijun Lucie Guillemette \| |
| Arbitri:                                      | Wang Lijun Lucie Guillemette |                              |                      |                                                                  |

| Rio de Janeiro 10 agosto 2016, ore 17:30 UTC-3 | Ágatha - Bárbara               | 0 – 2 (17–21; 20–22) referto | Elsa - Liliana | Copacabana Stadium\| Arbitri: \| Carlos Rodríguez Mariko Satomi \| |
| Arbitri:                                       | Carlos Rodríguez Mariko Satomi |                              |                |                                                                    |

| Rio de Janeiro 10 agosto 2016, ore 22:00 UTC-3 | Gallay - Klug                   | 1 – 2 (21–13; 19–21; 8–15) referto | Hermannová - Sluková | Copacabana Stadium\| Arbitri: \| Giovanni Bake Lucie Guillemette \| |
| Arbitri:                                       | Giovanni Bake Lucie Guillemette |                                    |                      |                                                                     |

| Pos. | Coppie                               | Pt | G | V | P | Sv | Sp | Sr    | Pv  | Pp  | Pr    |
| ---- | ------------------------------------ | -- | - | - | - | -- | -- | ----- | --- | --- | ----- |
| 1    | Elsa Baquerizo – Liliana Fernández   | 6  | 3 | 3 | 0 | 6  | 0  | -     | 127 | 101 | 1.257 |
| 2    | Ágatha Bednarczuk – Bárbara Seixas   | 5  | 3 | 2 | 1 | 4  | 3  | 1.333 | 134 | 120 | 1.117 |
| 3    | Barbora Hermannová – Markéta Sluková | 4  | 3 | 1 | 2 | 3  | 5  | 0.600 | 132 | 145 | 0.910 |
| 4    | Ana Gallay – Georgina Klug           | 3  | 3 | 0 | 3 | 1  | 6  | 0.167 | 106 | 133 | 0.797 |

### Girone C
| Rio de Janeiro 6 agosto 2016, ore 23:00 UTC-3 | Forrer - Vergé-Dépré              | 1 – 2 (22–24; 21–18; 12–15) referto | Wang - Yue | Copacabana Stadium (7,844 spett.)\| Arbitri: \| Lucie Guillemette Osvaldo Sumavil \| |
| Arbitri:                                      | Lucie Guillemette Osvaldo Sumavil |                                     |            |                                                                                      |

| Rio de Janeiro 6 agosto 2016, ore 24:00 UTC-3 | Ross - Walsh                        | 2 – 0 (21–14; 21–13) | Artacho - Laird | Copacabana Stadium (3,135 spett.)\| Arbitri: \| Wang Lijun Charalampos Papadogoulas \| |
| Arbitri:                                      | Wang Lijun Charalampos Papadogoulas |                      |                 |                                                                                        |

| Rio de Janeiro 8 agosto 2016, ore 10:00 UTC-3 | Forrer - Vergé-Dépré          | 2 – 1 (19–21; 21–16; 21–19) referto | Artacho - Laird | Copacabana Stadium (2,688 spett.)\| Arbitri: \| Osvaldo Sumavil Giovanni Bake \| |
| Arbitri:                                      | Osvaldo Sumavil Giovanni Bake |                                     |                 |                                                                                  |

| Rio de Janeiro 8 agosto 2016, ore 24:00 UTC-3 | Ross - Walsh                               | 2 – 0 (21–16; 21–9) referto | Wang - Yue | Copacabana Stadium\| Arbitri: \| Charalampos Papadogoulas Lucie Guillemette \| |
| Arbitri:                                      | Charalampos Papadogoulas Lucie Guillemette |                             |            |                                                                                |

| Rio de Janeiro 10 agosto 2016, ore 13:00 UTC-3 | Wang - Yue                        | 2 – 0 (21–16; 21–10) referto | Artacho - Laird | Copacabana Stadium (7,245 spett.)\| Arbitri: \| Osvaldo Sumavil Lucie Guillemette \| |
| Arbitri:                                       | Osvaldo Sumavil Lucie Guillemette |                              |                 |                                                                                      |

| Rio de Janeiro 10 agosto 2016, ore 21:00 UTC-3 | Ross - Walsh                      | 2 – 1 (21–13; 22–24; 15–12) referto | Forrer - Vergé-Dépré | Copacabana Stadium\| Arbitri: \| Roman Pristovakin Osvaldo Sumavil \| |
| Arbitri:                                       | Roman Pristovakin Osvaldo Sumavil |                                     |                      |                                                                       |

| Pos. | Coppie                              | Pt | G | V | P | Sv | Sp | Sr    | Pv  | Pp  | Pr    |
| ---- | ----------------------------------- | -- | - | - | - | -- | -- | ----- | --- | --- | ----- |
| 1    | April Ross – Kerri Walsh            | 6  | 3 | 3 | 0 | 6  | 2  | -     | 142 | 101 | 1.406 |
| 2    | Wang Fan – Yue Yuan                 | 5  | 3 | 2 | 1 | 4  | 3  | 1.333 | 124 | 123 | 1.008 |
| 3    | Isabelle Forrer – Anouk Vergé-Dépré | 4  | 3 | 1 | 2 | 4  | 5  | 0.800 | 165 | 171 | 0.965 |
| 4    | Mariafe Artacho – Nicole Laird      | 3  | 3 | 0 | 3 | 1  | 6  | 0.167 | 109 | 145 | 0.752 |

### Girone D
| Rio de Janeiro 7 agosto 2016, ore 18:30 UTC-3 | Ludwig - Walkenhorst          | 2 – 0 (21–12; 21–15) referto | Elghobashy - Nada | Copacabana Stadium (8,523 spett.)\| Arbitri: \| Lucie Guillemette Mário Ferro \| |
| Arbitri:                                      | Lucie Guillemette Mário Ferro |                              |                   |                                                                                  |

| Rio de Janeiro 7 agosto 2016, ore 22:00 UTC-3 | Menegatti - Giombini               | 1 – 2 (21–15; 18–21; 9–15) referto | Broder - Valjas | Copacabana Stadium (7,329 spett.)\| Arbitri: \| Carlos Rodríguez Kritsada Panaseri \| |
| Arbitri:                                      | Carlos Rodríguez Kritsada Panaseri |                                    |                 |                                                                                       |

| Rio de Janeiro 9 agosto 2016, ore 12:00 UTC-3 | Menegatti - Giombini               | 2 – 0 (21–10; 21-13) referto | Elghobashy - Nada | Copacabana Stadium (3,988 spett.)\| Arbitri: \| Kritsada Panaseri Carlos Rodríguez \| |
| Arbitri:                                      | Kritsada Panaseri Carlos Rodríguez |                              |                   |                                                                                       |

| Rio de Janeiro 9 agosto 2016, ore 18:30 UTC-3 | Ludwig - Walkenhorst   | 2 – 0 (21-17; 21-11) referto | Broder/Valjas | Copacabana Stadium (7,590 spett.)\| Arbitri: \| Mário Ferro Wang Lijun \| |
| Arbitri:                                      | Mário Ferro Wang Lijun |                              |               |                                                                           |

| Rio de Janeiro 11 agosto 2016, ore 15:30 UTC-3 | Broder - Valjas                 | 2 – 0 (21–12; 21–16) referto | Elghobashy - Nada | Copacabana Stadium\| Arbitri: \| Kritsada Panaseri Mariko Satomi \| |
| Arbitri:                                       | Kritsada Panaseri Mariko Satomi |                              |                   |                                                                     |

| Rio de Janeiro 11 agosto 2016, ore 21:00 UTC-3 | Ludwig - Walkenhorst      | 2 – 1 (21–18; 18–21; 15–9) referto | Menegatti - Giombini | Copacabana Stadium (4,832 spett.)\| Arbitri: \| José Padron Mariko Satomi \| |
| Arbitri:                                       | José Padron Mariko Satomi |                                    |                      |                                                                              |

| Pos. | Coppie                           | Pt | G | V | P | Sv | Sp | Sr    | Pv  | Pp  | Pr    |
| ---- | -------------------------------- | -- | - | - | - | -- | -- | ----- | --- | --- | ----- |
| 1    | Laura Ludwig – Kira Walkenhorst  | 6  | 3 | 3 | 0 | 6  | 1  | 6.000 | 138 | 103 | 1.340 |
| 2    | Jamie Broder – Kristina Valjas   | 5  | 3 | 2 | 1 | 4  | 3  | 1.333 | 121 | 118 | 1.025 |
| 3    | Marta Menegatti – Laura Giombini | 4  | 3 | 1 | 2 | 4  | 4  | 1.000 | 138 | 128 | 1.078 |
| 4    | Doaa Elghobashy – Nada Meawad    | 2  | 3 | 0 | 3 | 0  | 6  | 0.000 | 78  | 126 | 0.619 |

### Girone E
| Rio de Janeiro 7 agosto 2016, ore 15:30 UTC-3 | Bansley - Pavan | 2 – 0 (21–15; 21–17) referto | van der Vlist - van Gestel | Copacabana Stadium\| Arbitri: \| Osvaldo Sumavil \| |
| Arbitri:                                      | Osvaldo Sumavil |                              |                            |                                                     |

| Rio de Janeiro 7 agosto 2016, ore 21:00 UTC-3 | Borger - Büthe            | 0 – 2 (12–21; 16–21) referto | Heidrich - Zumkehr | Copacabana Stadium\| Arbitri: \| Juan Saavedra José Padron \| |
| Arbitri:                                      | Juan Saavedra José Padron |                              |                    |                                                               |

| Rio de Janeiro 9 agosto 2016, ore 21:00 UTC-3 | Borger - Büthe               | 2 – 0 (21–19; 21–14) referto | van der Vlist - van Gestel | Copacabana Stadium (8,625 spett.)\| Arbitri: \| Carlos Rodríguez Daniel Apol \| |
| Arbitri:                                      | Carlos Rodríguez Daniel Apol |                              |                            |                                                                                 |

| Rio de Janeiro 9 agosto 2016, ore 24:00 UTC-3 | Bansley - Pavan                       | 2 – 0 (21–18; 21–18) referto | Heidrich - Zumkehr | Copacabana Stadium (6,580 spett.)\| Arbitri: \| Elizir de Oliveira Davide Crescentini \| |
| Arbitri:                                      | Elizir de Oliveira Davide Crescentini |                              |                    |                                                                                          |

| Rio de Janeiro 11 agosto 2016, ore 18:30 UTC-3 | Heidrich - Zumkehr                | 2 – 1 (17–21; 21–11; 15–8) referto | van der Vlist - van Gestel | Copacabana Stadium (8,722 spett.)\| Arbitri: \| Osvaldo Sumavil Roman Pristovakin \| |
| Arbitri:                                       | Osvaldo Sumavil Roman Pristovakin |                                    |                            |                                                                                      |

| Rio de Janeiro 11 agosto 2016, ore 22:00 UTC-3 | Bansley - Pavan               | 2 – 0 (21–19; 21–15) referto | Borger - Büthe | Copacabana Stadium (7,741 spett.)\| Arbitri: \| Daniel Apol Elzir De Oliveira \| |
| Arbitri:                                       | Daniel Apol Elzir De Oliveira |                              |                |                                                                                  |

| Pos. | Coppie                                    | Pt | G | V | P | Sv | Sp | Sr    | Pv  | Pp  | Pr    |
| ---- | ----------------------------------------- | -- | - | - | - | -- | -- | ----- | --- | --- | ----- |
| 1    | Heather Bansley – Sarah Pavan             | 6  | 3 | 3 | 0 | 6  | 0  | -     | 127 | 102 | 1.245 |
| 2    | Joana Heidrich – Nadine Zumkehr           | 5  | 3 | 2 | 1 | 4  | 3  | 1.333 | 131 | 110 | 1.191 |
| 3    | Karla Borger – Britta Büthe               | 4  | 3 | 1 | 2 | 2  | 4  | 0.500 | 104 | 117 | 0.889 |
| 4    | Jantine van der Vlist – Sophie van Gestel | 3  | 3 | 0 | 3 | 1  | 6  | 0.167 | 105 | 137 | 0.766 |

### Girone F
| Rio de Janeiro 6 agosto 2016, ore 12:00 UTC-3 | Bawden - Clancy                 | 2 – 0 (21–15; 21–14) referto | Alfaro - Cope Charles | Copacabana Stadium\| Arbitri: \| Giovanni Bake Lucie Guillemette \| |
| Arbitri:                                      | Giovanni Bake Lucie Guillemette |                              |                       |                                                                     |

| Rio de Janeiro 6 agosto 2016, ore 18:30 UTC-3 | Meppelink - van Iersel               | 2 – 0 (21–17; 21–11) referto | Agudo - Pazo | Copacabana Stadium (8,384 spett.)\| Arbitri: \| Kritsada Panaseri Davide Crescentini \| |
| Arbitri:                                      | Kritsada Panaseri Davide Crescentini |                              |              |                                                                                         |

| Rio de Janeiro 8 agosto 2016, ore 17:30 UTC-3 | Meppelink - van Iersel          | 2 – 0 (21–16; 21–16) referto | Alfaro - Cope Charles | Copacabana Stadium\| Arbitri: \| Mariko Satomi Roman Pristovakin \| |
| Arbitri:                                      | Mariko Satomi Roman Pristovakin |                              |                       |                                                                     |

| Rio de Janeiro 8 agosto 2016, ore 23:00 UTC-3 | Bawden - Clancy                 | 2 – 0 (21–9; 21–14) referto | Agudo - Pazo | Copacabana Stadium\| Arbitri: \| Giovanni Bake Roman Pristovakin \| |
| Arbitri:                                      | Giovanni Bake Roman Pristovakin |                             |              |                                                                     |

| Rio de Janeiro 10 agosto 2016, ore 10:00 UTC-3 | Meppelink - van Iersel        | 1 – 2 (25–27; 21–18; 14–16) referto | Bawden - Clancy | Copacabana Stadium (3,448 spett.)\| Arbitri: \| Mário Ferro Roman Pristovakin \| |
| Arbitri:                                       | Mário Ferro Roman Pristovakin |                                     |                 |                                                                                  |

| Rio de Janeiro 10 agosto 2016, ore 18:30 UTC-3 | Alfaro - Cope Charles         | 0 – 2 (16–21; 19–21) | Agudo - Pazo | Copacabana Stadium\| Arbitri: \| Kritsada Panaseri Daniel Apol \| |
| Arbitri:                                       | Kritsada Panaseri Daniel Apol |                      |              |                                                                   |

| Pos. | Coppie                                  | Pt | G | V | P | Sv | Sp | Sr    | Pv  | Pp  | Pr    |
| ---- | --------------------------------------- | -- | - | - | - | -- | -- | ----- | --- | --- | ----- |
| 1    | Louise Bawden – Taliqua Clancy          | 6  | 3 | 3 | 0 | 6  | 1  | 6.000 | 145 | 102 | 1.422 |
| 2    | Madelein Meppelink – Marleen van Iersel | 5  | 3 | 2 | 1 | 5  | 2  | 2.500 | 144 | 121 | 1.190 |
| 3    | Norisbeth Agudo – Olaya Pérez Pazo      | 4  | 3 | 1 | 2 | 2  | 4  | 0.500 | 93  | 119 | 0.782 |
| 4    | Nathalia Alfaro – Karen Cope Charles    | 3  | 3 | 0 | 3 | 0  | 6  | 0.000 | 96  | 126 | 0.762 |

### Classifica delle terze
| Pos. | Coppie                               | Pt | G | V | P | Sv | Sp | Sr    | Pv  | Pp  | Pr    |
| ---- | ------------------------------------ | -- | - | - | - | -- | -- | ----- | --- | --- | ----- |
| 1    | Marta Menegatti – Laura Giombini     | 4  | 3 | 1 | 2 | 4  | 4  | 1.000 | 138 | 128 | 1.078 |
| 2    | Isabelle Forrer – Anouk Vergé-Dépré  | 4  | 3 | 1 | 2 | 4  | 5  | 0.800 | 165 | 171 | 0.965 |
| 3    | Barbora Hermannová – Markéta Sluková | 4  | 3 | 1 | 2 | 3  | 5  | 0.600 | 132 | 145 | 0.910 |
| 4    | Karla Borger – Britta Büthe          | 4  | 3 | 1 | 2 | 2  | 4  | 0.500 | 104 | 117 | 0.889 |
| 5    | Norisbeth Agudo – Olaya Pérez Pazo   | 4  | 3 | 1 | 2 | 2  | 4  | 0.500 | 93  | 119 | 0.782 |
| 6    | Ekaterina Birlova – Evgenija Ukolova | 4  | 3 | 1 | 2 | 2  | 5  | 0.400 | 126 | 141 | 0.894 |

#### Spareggi
| Rio de Janeiro 11 agosto 2016, ore 23:00 UTC-3 | Hermannová – Sluková          | 1 – 2 (19–21; 21–12; 10–15) referto | Birlova – Ukolova | Copacabana Stadium\| Arbitri: \| Mário Ferro Lucie Guillemette \| |
| Arbitri:                                       | Mário Ferro Lucie Guillemette |                                     |                   |                                                                   |

| Rio de Janeiro 11 agosto 2016, ore 24:00 UTC-3 | Borger – Büthe                  | 2 – 0 (21–13; 21–8) referto | Agudo – Pérez Pazo | Copacabana Stadium (2,641 spett.)\| Arbitri: \| Elzir De Oliveira Mariko Satomi \| |
| Arbitri:                                       | Elzir De Oliveira Mariko Satomi |                             |                    |                                                                                    |

## Fase ad eliminazione diretta
|  | Ottavi di finale    | Ottavi di finale   |                    |   | Quarti di finale          | Quarti di finale          |  |  | Semifinali | Semifinali |  |  | Finale | Finale |
|  |                     |                    |                    |   |                           |                           |  |  |            |            |  |  |        |        |
|  |                     |                    |                    |   |                           |                           |  |  |            |            |  |  |        |        |
|  |                     |                    |                    |   |                           |                           |  |  |            |            |  |  |        |        |
|  | Larissa-Talita      | 2                  |                    |   |                           |                           |  |  |            |            |  |  |        |        |
|  | Larissa-Talita      | 2                  |                    |   |                           |                           |  |  |            |            |  |  |        |        |
|  | Borger-Büthe        | 0                  |                    |   |                           |                           |  |  |            |            |  |  |        |        |
|  | Borger-Büthe        | 0                  | Larissa-Talita     | 2 |                           |                           |  |  |            |            |  |  |        |        |
|  |                     |                    | Larissa-Talita     | 2 |                           |                           |  |  |            |            |  |  |        |        |
|  |                     | Heidrich-Zumkehr   | 1                  |   |                           |                           |  |  |            |            |  |  |        |        |
|  | Meppelink-vanIersel | Heidrich-Zumkehr   | 1                  | 1 |                           |                           |  |  |            |            |  |  |        |        |
|  | Meppelink-vanIersel |                    |                    | 1 |                           |                           |  |  |            |            |  |  |        |        |
|  | Heidrich-Zumkehr    | 2                  |                    |   |                           |                           |  |  |            |            |  |  |        |        |
|  | Heidrich-Zumkehr    | 2                  | Larissa-Talita     | 0 |                           |                           |  |  |            |            |  |  |        |        |
|  |                     |                    | Larissa-Talita     | 0 |                           |                           |  |  |            |            |  |  |        |        |
|  |                     | Ludwig-Walkenhorst | 2                  |   |                           |                           |  |  |            |            |  |  |        |        |
|  | Bansley-Pavan       | Ludwig-Walkenhorst | 2                  | 2 |                           |                           |  |  |            |            |  |  |        |        |
|  | Bansley-Pavan       |                    |                    | 2 |                           |                           |  |  |            |            |  |  |        |        |
|  | Broder-Valjas       | 0                  |                    |   |                           |                           |  |  |            |            |  |  |        |        |
|  | Broder-Valjas       | 0                  | Bansley-Pavan      | 0 |                           |                           |  |  |            |            |  |  |        |        |
|  |                     |                    | Bansley-Pavan      | 0 |                           |                           |  |  |            |            |  |  |        |        |
|  |                     | Ludwig-Walkenhorst | 2                  |   |                           |                           |  |  |            |            |  |  |        |        |
|  | Forrer-Vergé-Dépré  | Ludwig-Walkenhorst | 2                  | 0 |                           |                           |  |  |            |            |  |  |        |        |
|  | Forrer-Vergé-Dépré  |                    |                    | 0 |                           |                           |  |  |            |            |  |  |        |        |
|  | Ludwig-Walkenhorst  | 2                  |                    |   |                           |                           |  |  |            |            |  |  |        |        |
|  | Ludwig-Walkenhorst  | 2                  | Ludwig-Walkenhorst | 2 |                           |                           |  |  |            |            |  |  |        |        |
|  |                     |                    | Ludwig-Walkenhorst | 2 |                           |                           |  |  |            |            |  |  |        |        |
|  |                     | Ágatha-Bárbara     | 0                  |   |                           |                           |  |  |            |            |  |  |        |        |
|  | Ross-Walsh          | Ágatha-Bárbara     | 0                  | 2 |                           |                           |  |  |            |            |  |  |        |        |
|  | Ross-Walsh          |                    |                    | 2 |                           |                           |  |  |            |            |  |  |        |        |
|  | Menegatti-Giombini  | 0                  |                    |   |                           |                           |  |  |            |            |  |  |        |        |
|  | Menegatti-Giombini  | 0                  | Ross-Walsh         | 2 |                           |                           |  |  |            |            |  |  |        |        |
|  |                     |                    | Ross-Walsh         | 2 |                           |                           |  |  |            |            |  |  |        |        |
|  |                     | Bawden-Clancy      | 0                  |   |                           |                           |  |  |            |            |  |  |        |        |
|  | Brzostek-Kołosińska | Bawden-Clancy      | 0                  | 1 |                           |                           |  |  |            |            |  |  |        |        |
|  | Brzostek-Kołosińska |                    |                    | 1 |                           |                           |  |  |            |            |  |  |        |        |
|  | Bawden-Clancy       | 2                  |                    |   |                           |                           |  |  |            |            |  |  |        |        |
|  | Bawden-Clancy       | 2                  | Ross-Walsh         | 0 |                           |                           |  |  |            |            |  |  |        |        |
|  |                     |                    | Ross-Walsh         | 0 |                           |                           |  |  |            |            |  |  |        |        |
|  |                     | Ágatha-Bárbara     | 2                  |   | Finale per il terzo posto | Finale per il terzo posto |  |  |            |            |  |  |        |        |
|  | Wang-Yue            | Ágatha-Bárbara     | 2                  | 0 | Finale per il terzo posto | Finale per il terzo posto |  |  |            |            |  |  |        |        |
|  | Wang-Yue            |                    |                    | 0 |                           |                           |  |  |            |            |  |  |        |        |
|  | Ágatha-Bárbara      | 2                  |                    |   |                           |                           |  |  |            |            |  |  |        |        |
|  | Ágatha-Bárbara      | 2                  | Ágatha-Bárbara     | 2 | Larissa-Talita            | 1                         |  |  |            |            |  |  |        |        |
|  |                     |                    | Ágatha-Bárbara     | 2 | Larissa-Talita            | 1                         |  |  |            |            |  |  |        |        |
|  |                     | Birlova-Ukolova    | 0                  |   | Ross-Walsh                | 2                         |  |  |            |            |  |  |        |        |
|  | Birlova-Ukolova     | Birlova-Ukolova    | 0                  | 2 | Ross-Walsh                | 2                         |  |  |            |            |  |  |        |        |
|  | Birlova-Ukolova     |                    |                    | 2 |                           |                           |  |  |            |            |  |  |        |        |
|  | Elsa-Liliana        | 0                  |                    |   |                           |                           |  |  |            |            |  |  |        |        |
|  | Elsa-Liliana        | 0                  |                    |   |                           |                           |  |  |            |            |  |  |        |        |

### Ottavi di finale
| Rio de Janeiro 12 agosto 2016, ore 11:00 UTC-3 | Wang – Yue                       | 0 – 2 (12–21; 16–21) referto | Ágatha – Bárbara | Copacabana Stadium\| Arbitri: \| Carlos Rodríguez Osvaldo Sumavil \| |
| Arbitri:                                       | Carlos Rodríguez Osvaldo Sumavil |                              |                  |                                                                      |

| Rio de Janeiro 12 agosto 2016, ore 16:00 UTC-3 | Larissa – Talita                     | 2 – 0 (21–17; 21–19) referto | Borger – Büthe | Copacabana Stadium (7,843 spett.)\| Arbitri: \| Davide Crescentini Lucie Guillemette \| |
| Arbitri:                                       | Davide Crescentini Lucie Guillemette |                              |                |                                                                                         |

| Rio de Janeiro 12 agosto 2016, ore 19:00 UTC-3 | Birlova – Ukolova               | 2 – 0 (23–21; 24–22) referto | Elsa – Liliana | Copacabana Stadium (5,439 spett.)\| Arbitri: \| Elzir De Oliveira Giovanni Bake \| |
| Arbitri:                                       | Elzir De Oliveira Giovanni Bake |                              |                |                                                                                    |

| Rio de Janeiro 13 agosto 2016, ore 00:00 UTC-3 | Ross – Walsh                    | 2 – 0 (21–10; 21–16) referto | Menegatti – Giombini | Copacabana Stadium (8,599 spett.)\| Arbitri: \| Mariko Satomi Kritsada Panaseri \| |
| Arbitri:                                       | Mariko Satomi Kritsada Panaseri |                              |                      |                                                                                    |

| Rio de Janeiro 13 agosto 2016, ore 12:00 UTC-3 | Banskey – Pavan                 | 2 – 0 (21–16; 21–11) referto | Broder – Valjias | Copacabana Stadium (7,661 spett.)\| Arbitri: \| Elzir De Oliveira Giovanni Bake \| |
| Arbitri:                                       | Elzir De Oliveira Giovanni Bake |                              |                  |                                                                                    |

| Rio de Janeiro 13 agosto 2016, ore 15:00 UTC-3 | Forrer – Vergé-Dépré            | 0 – 2 (19–21; 10–21) referto | Ludwig – Walkenhorst | Copacabana Stadium\| Arbitri: \| Lucie Guillemette Mariko Satomi \| |
| Arbitri:                                       | Lucie Guillemette Mariko Satomi |                              |                      |                                                                     |

| Rio de Janeiro 13 agosto 2016, ore 20:00 UTC-3 | Mappelink – van Iersel       | 1 – 2 (21–19; 13–21; 10–15) referto | Heidrich – Zumkehr | Copacabana Stadium (8,297 spett.)\| Arbitri: \| Mário Ferro Carlos Rodríguez \| |
| Arbitri:                                       | Mário Ferro Carlos Rodríguez |                                     |                    |                                                                                 |

| Rio de Janeiro 13 agosto 2016, ore 23:00 UTC-3 | Brzostek – Kołosińska       | 1 – 2 (21–15; 16–21; 11–15) referto | Bawden – Clancy | Copacabana Stadium (7,052 spett.)\| Arbitri: \| Osvaldo Sumavil Daniel Apol \| |
| Arbitri:                                       | Osvaldo Sumavil Daniel Apol |                                     |                 |                                                                                |

### Quarti di finale
| Rio de Janeiro 14 agosto 2016, ore 16:00 UTC-3 | Bansley – Pavan        | 0 – 2 (14-21; 14-21) referto | Ludwig – Walkenhorst | Copacabana Stadium\| Arbitri: \| Wang Lijun Mário Ferro \| |
| Arbitri:                                       | Wang Lijun Mário Ferro |                              |                      |                                                            |

| Rio de Janeiro 14 agosto 2016, ore 17:00 UTC-3 | Larissa – Talita                | 2 – 1 (21–23, 27–25, 15–13) referto | Heidrich – Zumkehr | Copacabana Stadium (8,961 spett.)\| Arbitri: \| Roman Pristovakin Mariko Satomi \| |
| Arbitri:                                       | Roman Pristovakin Mariko Satomi |                                     |                    |                                                                                    |

| Rio de Janeiro 14 agosto 2016, ore 23:00 UTC-3 | Ágatha – Bárbara                 | 2 – 0 (23-21; 21-16) referto | Birlova – Ukolova | Copacabana Stadium (8,500 spett.)\| Arbitri: \| Davide Crescentini Juan Saavedra \| |
| Arbitri:                                       | Davide Crescentini Juan Saavedra |                              |                   |                                                                                     |

| Rio de Janeiro 14 agosto 2016, ore 23:59 UTC-3 | Ross – Walsh                      | 2 – 0 (21-14; 21-16) referto | Bawden – Clancy | Copacabana Stadium (8,500 spett.)\| Arbitri: \| Elzir de Oliveira Osvaldo Sumavil \| |
| Arbitri:                                       | Elzir de Oliveira Osvaldo Sumavil |                              |                 |                                                                                      |

### Semifinali
| Rio de Janeiro 16 agosto 2016, ore 16:00 UTC-3 | Larissa – Talita        | 0 – 2 (18-21; 12-21) referto | Ludwig – Walkenhorst | Copacabana Stadium\| Arbitri: \| Daniel Apol José Padron \| |
| Arbitri:                                       | Daniel Apol José Padron |                              |                      |                                                             |

| Rio de Janeiro 16 agosto 2016, ore 23:59 UTC-3 | Ross – Walsh             | 0 – 2 (20–22; 18–21) referto | Ágatha – Bárbara | Copacabana Stadium\| Arbitri: \| Juan Saavedra Wang Lijun \| |
| Arbitri:                                       | Juan Saavedra Wang Lijun |                              |                  |                                                              |

### Finale 3º posto
| Rio de Janeiro 17 agosto 2016, ore 20:00 UTC-3 | Larissa – Talita                    | 1 – 2 (21-17, 17-21, 9-15) referto | Ross – Walsh | Copacabana Stadium (4,217 spett.)\| Arbitri: \| Charalampos Papadogoulas Wang Lijun \| |
| Arbitri:                                       | Charalampos Papadogoulas Wang Lijun |                                    |              |                                                                                        |

### Finale
| Rio de Janeiro 17 agosto 2016, ore 23:59 UTC-3 | Ludwig – Walkenhorst          | 2 – 0 (21-18, 21-14) referto | Ágatha – Bárbara | Copacabana Stadium (8,667 spett.)\| Arbitri: \| José Padron Roman Pristovakin \| |
| Arbitri:                                       | José Padron Roman Pristovakin |                              |                  |                                                                                  |

## Classifica finale
| Pos. | Coppie                                    | Nazione     |
| ---- | ----------------------------------------- | ----------- |
|      | Laura Ludwig - Kira Walkenhorst           | Germania    |
|      | Ágatha Bednarczuk - Bárbara Seixas        | Brasile     |
|      | April Ross - Kerri Walsh Jennings         | Stati Uniti |
| 4    | Larissa França - Talita Antunes           | Brasile     |
| 5    | Heather Bansley – Sarah Pavan             | Canada      |
| 5    | Louise Bawden – Taliqua Clancy            | Australia   |
| 5    | Joana Heidrich – Nadine Zumkehr           | Svizzera    |
| 5    | Ekaterina Birlova – Evgenija Ukolova      | Russia      |
| 9    | Madelein Meppelink – Marleen van Iersel   | Paesi Bassi |
| 9    | Karla Borger – Britta Büthe               | Germania    |
| 9    | Marta Menegatti – Laura Giombini          | Italia      |
| 9    | Elsa Baquerizo – Liliana Fernández        | Spagna      |
| 9    | Monika Brzostek – Kinga Kołosińska        | Polonia     |
| 9    | Isabelle Forrer – Anouk Vergé-Dépré       | Svizzera    |
| 9    | Jamie Broder – Kristina Valjas            | Canada      |
| 9    | Wang Fan – Yue Yuan                       | Cina        |
| 17   | Norisbeth Agudo – Olaya Pérez Pazo        | Venezuela   |
| 17   | Barbora Hermannová – Markéta Sluková      | Rep. Ceca   |
| 19   | Lauren Fendrick – Brooke Sweat            | Stati Uniti |
| 19   | Ana Gallay – Georgina Klug                | Argentina   |
| 19   | Mariafe Artacho del Solar – Nicole Laird  | Australia   |
| 19   | Doaa Elghobashy – Nada Meawad             | Egitto      |
| 19   | Sophie van Gestel – Jantine van der Vlist | Paesi Bassi |
| 19   | Nathalia Alfaro – Karen Cope Charles      | Costa Rica  |